# Jordanoleiopus brunneicolor
Jordanoleiopus brunneicolor là một loài bọ cánh cứng trong họ Cerambycidae.